# Memorandum di Schlesinger
Il memorandum di Schlesinger è un promemoria che Arthur Schlesinger scrisse il 10 aprile 1961,, nella città di Washington D.C. a John F. Kennedy per denunciare a chiare note l'assurdità del progetto dello sbarco nella Baia dei Porci al fine di rovesciare il governo cubano.
Il memorandum di Schlesinger analizza passo per passo le problematiche che in seguito alla sconfitta della Baia dei Porci tragicamente si realizzeranno. 
Schlesinger denunciava anche l'opportunismo politico militare ed economico dell'Operazione Zapata:
“Niente era stato più sconsolante, in quella serie di riunioni, che osservare un'accolta di generali e di burocrati, alcuni dei quali provenienti dalla precedente amministrazione, preparare a cuor leggero il sacrificio della fiducia che il mondo incominciava ad avere per il nuovo presidente statunitense, allo scopo di difendere i propri interessi e di perseguire i propri fini particolaristici. A prendere coscienza di questo fatto fu quasi unicamente Dean Rusk’'

## Introduzione
Schlesinger sosteneva che la pianificazione dell'Operazione Zapata era più avanzata rispetto alla programmazione politica, diplomatica ed economica che propriamente avrebbe dovuto accompagnarla. Come risultato, i preparativi per affrontare le ripercussioni politiche, diplomatiche ed economiche dell'operazione erano insufficienti. Quindi era necessario accelerare lo studio della programmazione politica, diplomatica ed economica, per non correre il rischio che il risultato di un successo militare potesse essere notevolmente annullato da serie ripercussioni negative in campo politico, diplomatico ed economico. 

## Posta in gioco
Schlesinger diceva che fin dall'inizio l'amministrazione Kennedy aveva cambiato il volto della politica estera americana, per lo stile semplice, la mancanza di stereotipi nella guerra fredda, senza voler essere giustiziere o voler predicare, con una combinazione bilanciata di ragionevolezza e fermezza, di fervore nelle idee della Nuova Frontiera, la dedizione al progresso sociale, di idealismo e di volontà nel perseguire lo scopo. 
Tutti questi fattori avevano trasformato l'immagine degli Stati Uniti di fronte al mondo. Il risultato era stato quello di andare lontano nel ripristinare la fiducia nell'intelligenza, nella maturità e nella moderazione della condotta americana. Persone in tutto il mondo avevano dimenticato la controllata e moralizzante visione conservativa del periodo di Eisenhower con sorprendente velocità. Gli Stati Uniti stavano nascendo di nuovo come una nazione grande, matura e liberale, freddamente e intelligentemente dedicata al compito di fermare il comunismo, al rafforzamento delle libere e neutrali nazioni e al lavoro per la pace. Era questa fede nel risveglio al mondo dell'America, che era in gioco nell'operazione di rovesciare il governo cubano.

## Debolezza statunitense
Schlesinger non intendeva suggerire che l'uso della forza per proteggere gli interessi nazionali avrebbe dato per forza al mondo un'impressione negativa. Se la forza fosse stata utilizzata in modo efficiente ed efficace, e se la minaccia alla sicurezza nazionale fosse stata dimostrabile e convincente, un uso ragionevole della forza, per conseguire limitati obiettivi, avrebbe anzi accresciuto il prestigio degli Stati Uniti. Per la definizione di tali condizioni, tuttavia, era richiesto di far particolare attenzione ad uno dei principi di debolezza della vicenda cubana:
- Per quanto equipaggiamento ed effettivi potessero sembrare cubani, gli Stati Uniti sarebbero stati comunque ritenuti responsabili dell'operazione anche a causa delle notizie di stampa.
- Un gran numero di persone non pensava che Cuba, costituisse una minaccia alla sicurezza nazionale tanto grave da giustificare un tipo d'azione che sarebbe stata interpretata dalla maggior parte del mondo come una premeditata aggressione contro un piccolo stato in dispregio sia degli impegni a cui legavano i trattati sia delle norme internazionali il cui rispetto ripetutamente rivendicavano nei confronti del mondo comunista[6].

Le persone che non riuscivano a capire la pressante necessità di queste premesse comprendevano il presidente del Senato della commissione affari esteri e che i soli membri del suo comitato di cui egli ritenesse che dessero il proprio sostegno erano i Senatori Dodd e Lausche. 
Schlesinger pensava che molte persone negli Stati Uniti e al di fuori degli Stati Uniti, vedessero un divario tra ciò che essi consideravano come minore la minaccia rappresentata da una nazione piccola come Cuba di 7 milioni di persone, contro la grande nazione degli Stati Uniti di 252 milioni di persone, con la minaccia maggiore, d'istigazione ad una guerra civile e del rovesciamento di un governo, proposto dagli Stati Uniti. A dire che i russi stavano facendo peggio nel Laos era vero, ma irrilevante, dal momento che l'amministrazione statunitense professava di agire in base a motivazioni e a principi più elevati di quello dei russi. Perché la presunta minaccia alla sicurezza nazionale statunitense non sembrava a molte persone abbastanza grande per giustificare una flagrante violazione dei principi di pace e libertà professati, queste persone assumeranno che l'azione statunitense è provocata da una minaccia di qualcosa di diverso dalla nostra sicurezza. Data la mitologia del nostro rapporto con l'America Latina, si assumerà che stiamo agendo, non per proteggere la nostra sicurezza, ma per proteggere la nostra proprietà e gli investimenti. In breve, per molte persone, la spiegazione più semplice della nostra azione sarà come un ritorno economico all'imperialismo del periodo precedente la prima guerra mondiale, l'Emendamento Platt, il grande bastone, la diplomazia tipo cannoniera. 
Schlesinger diceva che l'apparente ripresa di questi lacci in politica estera americana e soprattutto il suo rilancio in connessione con la più drammatica iniziativa della politica estera della nuova amministrazione, comprometteva la nuova "immagine" degli Stati Uniti e minacciava di annientare i risultati positivi degli ultimi due mesi e mezzo. 

## Come l'URSS sfruttò la situazione
Schlesinger prendeva in considerazione la reazione comunista ad uno sbarco a Cuba. 
Il primo sforzo comunista sarebbe stato quello di affondare le unghie nell'impressione già esistente, che tale sbarco era sponsorizzato dagli Stati Uniti. In questo modo, i comunisti avevano già avuto l'indispensabile aiuto della stampa americana. Essi sarebbero stati in grado di mettere su un caso quasi interamente da citazioni di fonti statunitensi. Non importa quanto apparentemente "cubana" nel personale e nelle attrezzature, l'operazione Zapata, in realtà fosse, per la maggior parte del mondo, i nostri amici e i nostri nemici, avrebbero assunto, sulla base di notizie di stampa americana, che è americano nel suo concepimento e nella sua preparazione. 
Se lo sbarco riesce ad accendere insurrezioni dietro la linea e a stimolare diserzioni dei militari di Castro, e se il regime crolla con ragionevole velocità, allora il danno politico sarà ridotto al minimo. Ma se si va verso un conflitto protratto, allora possiamo essere certi che l'apparato di agitatori di propaganda comunista balleranno in un'azione piena e vigorosa. 
I comunisti saranno in grado di affidamento, in primo luogo, su una generalizzata simpatia per lo sfavorito contro il bullo, per David contro Golia, come in questi ultimi casi, come i Boeri contro la Gran Bretagna o la Finlandia contro l'URSS. Anche alcuni dei nostri amici ricaveranno una certa soddisfazione di guardare Castro sfidare i grandi Stati Uniti. 
I comunisti poi cercano di usare la supposta iniziativa degli Stati Uniti per sostenere un'interpretazione marxista della storia. Essi la ritrarranno come uno sforzo da parte della nazione dei più grandi capitalisti, di punire un piccolo paese per il suo desiderio di raggiungere l'indipendenza politica ed economica. In tutto il mondo sottosviluppato, essi cercheranno di convincere i nazionalisti locali ad identificare la causa di Castro, con le loro lotte. Particolare enfasi sarà messa (già visibile nella propaganda ufficiale cubana) a Castro come difensore delle razze di colore contro l'imperialismo bianco. 
La prima tappa sarà di fomentare disordini e manifestazioni. Le ambasciate americane saranno attaccate e i diplomatici americani (ed altro personale americano) molestati. I paesi sottosviluppati saranno invitati alle Nazioni Unite per difendere la loro futura libertà d'azione, difendendo Castro; ci si può aspettare di andare in conflitto in seno alle Nazioni Unite per un po' di tempo e di essere sottoposti ad una serie di vessanti dibattiti e risoluzioni. Le nazioni una volta coloniali, in tutto il mondo, saranno chiamate a identificare i loro problemi con quelli di Castro. 
Neppure le operazioni di agitazione sovietica saranno limitate in Asia, Africa e America Latina (anche se esse saranno probabilmente più redditizie ivi). L'assalto contro Castro aggiungerà benzina sul fuoco dell'anti-americanismo in tutta Europa. Sarà l'ultimo scandalo di St. German des Pres (Sartre naturalmente salutò la Cuba di Castro; le recenti serie di pezzi di Raymond Aron, dopo la sua visita cubana, pubblicato nel Figarò nel mese di febbraio, sono state relativamente misurate e non porterebbero la gente a pensare che la drastica azione contro Castro è stata necessaria per salvare l'Ovest). Le persone che sono state in piazza Trafalgar Square per protestare contro la bomba saranno di nuovo ad affollarsi a gridare per Castro e denunciare gli Stati Uniti come l'ultima roccaforte dell'imperialismo. 
Schlesinger fece notare che possiamo prevedere la tempesta nell'opinione pubblica. La seconda fase sarà operativa. Verranno raccolti fondi per Castro in tutto il mondo. Non ci sarà bisogno di spedire truppe russe a Cuba, ma rapidamente appariranno volontari dall'Europa occidentale, dall'Asia e in particolare quelli provenienti dall'Africa, organizzate in Brigate José Martí e probabilmente perfino Brigate Abraham Lincoln. Gli sforzi statunitensi per intercettare le navi cariche di tali volontari porteranno ulteriormente carbone per una conflagrazione anti-americana. Una nave affondata, e vi saranno nuove molestie, nuove dimostrazioni, nuovi scontri e nuove brigate. 
Schlesinger scrisse che il modello per tale operazione, ovviamente, sarebbe stato la guerra civile spagnola, ma la dimensione dell'imperialismo contro il nazionalismo avrebbe significato che l'intera cosa sarebbe stata perfino fatta più al fine di uno sfruttamento sovietico. L'obiettivo sarebbe stato quello di ritrarre l'Unione Sovietica come patrono e protettore dei nazionalisti, negri, delle nuove nazioni e della pace e l'amministrazione Kennedy sarebbe stata dipinta come una banda di capitalisti imperialisti impazziti dalla perdita di profitti e spinti all'aggressione e alla guerra. Se questo stratagemma sarebbe stato permesso per il successo, sarebbero stati aboliti tutti i progressi che avevano compiuto in questi ultimi mesi per conquistare la fiducia delle nuove nazioni. Perfino i dirigenti politici in altre terre che capiscono il problema statunitense e che simpatizzano con il loro obiettivo sarebbero difficilmente in grado di ignorare l'ondata di rabbia pubblica nei loro paesi. 

## Contromisure per vanificare l'offensiva comunista
Schlesinger sosteneva che il problema era come proteggere l'impressione posteriore al 20 gennaio, degli Stati Uniti come una matura e liberale nazione, opposta all'imperialismo e al colonialismo e dedicata alla giustizia sociale, alla pace e alla libertà.
Il contributo operativo a questo sforzo, vale a dire, cubanizzazione dell'operazione e il non fare nulla che sarebbe incompatibile con uno sforzo cubano spontaneo, era stato elaborato con competenza e cura. Ma il sostegno politico e le misure diplomatiche sembravano ancora in una fase molto rudimentale. 

## Linea degli Stati Uniti
Schlesinger prese in considerazione che l'imminente discorso di Stevenson alle Nazioni Unite rappresentava il loro primo sforzo di una contro-offensiva politico-diplomatica. Gli elementi essenziali di questo discorso erano 
1. che Castro era minacciato, non da nordamericani, ma da cubani giustamente indignati dal suo tradimento della loro propria rivoluzione,
2. che simpatizziamo con questi cubani patriottici, e
3. che non vi sarà partecipazione americana a qualsiasi aggressione militare contro la Cuba di Castro.

Se i nostri rappresentanti non possono sottrarsi nel dibattere la questione se la CIA abbia effettivamente aiutato i ribelli cubani, essi presumibilmente saranno obbligati, per tradizione, maniera prima degli U-2, a negare qualsiasi attività della CIA. (Se Castro invia in aereo a New York, un gruppo di cubani catturati, per testimoniare se sono stati organizzati e addestrati dalla CIA, dovremo essere pronti a dimostrare che il presunto personale della CIA erano idealisti erranti o soldati di ventura che si opponevano per proprio conto.)
Questo o qualcosa di simile, è la linea generale che siamo pronti ad adottare e rispettare, quindi il Dipartimento di Stato dovrebbe elaborare una dichiarazione definitiva su questa posizione. 
Queste regole dovrebbero essere comunicate prima delle informazioni ufficiali del governo per non rischiare di essere messi a confronto con domande sulle operazioni cubane, Salinger, Murrow, Tubby, Bianco, Sylvester. Una riunione di questi ufficiali dovrebbe essere convocata nei prossimi giorni. 
A partire da un certo momento, la dichiarazione deve essere comunicata agli ambasciatori degli Stati Uniti e, in particolare, a quelle dei nuovi paesi. 
Per quanto riguarda il Senato commissione affari esteri (Senate Foreign Relations Committee)? Per quanto riguarda la Casa commissione per gli affari esteri (House Foreign Affairs Committee)? Cosa circa senatori del Congresso in generale? Qualcuno dovrebbe iniziare a pensare quello che dovrebbe essere raccontato. 
Un Comitato per una Cuba Libera dovrebbe essere organizzato con impressionanti nomi liberali per aggirare il Consiglio rivoluzionario e controbilanciare il Fair Play (lealtà) del Comitato Cuba. 

## Misure diversive
Schlesinger disse che alcuni dovrebbero riflettere su quali possibili misure diversive dovrebbero essere prese per compensare l'offensiva propaganda sovietica. L'arresto di Masferrer è stato un buon colpo.
Non si potrebbe fare qualcosa contro la Repubblica Dominicana nei prossimi giorni? Alcuni nuove richieste per un'azione contro la tirannia di Trujillo? Non si può affermare in qualche modo sorprendente, il sostegno per qualche governo progressivo in America latina, come il Venezuela? Non si può fare qualcosa in Africa o in Asia che contrasti la diceria sovietica che noi siamo imperialisti degenerati? Qualcosa potrebbe essere portato davanti alle Nazioni Unite nei prossimi dieci giorni che ci consentono di avviare una forte posizione anti-imperialista?

## Protezione del Presidente
Schlesinger qui tocca le emozioni più profonde della Nuova Frontiera, dicendo che il carattere e la notorietà del Presidente Kennedy, costituiscono una delle nostre maggiori risorse nazionali. Nulla deve essere fatto per mettere a repentaglio questo bene inestimabile. Quando si trova qualcuno bisogna dirglielo, bisogna dirlo ai funzionari subordinati. Per nessun motivo deve essere chiesto al Presidente di impegnarsi in un'operazione segreta. Perciò sostiene la proposta del Segretario Rusk che qualcuno che non sia il Presidente, prenda la decisione finale e che questa decisione sia presa in sua assenza, in modo che se le cose si fossero messe male, ci fosse qualcuno la cui testa possa cadere. 

## rotezione contro il coinvolgimento
Schlesinger avvisa che un grande pericolo è che gli Stati Uniti si impegnino per il successo della ribellione per motivi di prestigio: che, tramontata la prospettiva di una ribellione, i ribelli chiedano l'intervento militare degli Stati Uniti; che i membri del Congresso ne raccolgano l'invocazione e che le pressioni diventino tali da rendere politicamente arduo un rifiuto a far scendere in campo i soldati della Marina. Se faremo questo, allora il nostro intervento sarà evidente e palese e le conseguenze politiche quasi irreparabili. Ci saremo presentati all'Unione Sovietica come una Ungheria americana. 
La prima protezione passo dopo passo contro il coinvolgimento è di convincere il leader cubano che, in circostanze non prevedibili, non sarà possibile inviare le truppe degli Stati Uniti. Il prestigio degli Stati Uniti non può essere impegnato pubblicamente per il successo dell'operazione Zapata fino a quando l'amministrazione americana non riconoscerà il governo provvisorio; quindi dobbiamo dire al Consiglio Rivoluzionario che non può aspettarsi un riconoscimento immediato degli Stati Uniti; che il riconoscimento avverrà solo quando avranno una possibilità di vincere con la propria forza, migliore del 50-50; che si tratta di una lotta che i cubani, in sostanza, dovranno vincere da soli. Questi punti devono essere presentati chiaramente e con forza; la mia attuale impressione è che gli esuli si aspettino il riconoscimento non appena sbarcheranno a Cuba. 

## Sostegno di Cuba libera
Schlesinger sostiene che se l'operazione Zapata avesse avuto successo, gli Stati Uniti avrebbero acquisito la piena responsabilità per Cuba dopo Castro. Gli occhi del mondo sarebbero stati fissati su Cuba, come non furono mai fissati, per esempio, sul Guatemala dopo Arbenz. Noi semplicemente non saremo in grado di permetterci un'altra armata Castillo. Se il governo dopo Castro inizia a dedicare la sua prima attenzione ai beni dei proprietari espropriati e agli investitori stranieri; se buttano fuori a calci la gente comune fuori dalle spiagge e fuori dagli alberghi; se si tenta di mettere indietro l'orologio sociale ed economico, tali cose documenterebbero trionfalmente la contenzione sovietica e che il motivo americano per rovesciare Castro è stato quello di rendere di nuovo Cuba sicuro per il capitalismo americano. 
Personalmente, non ho grande fiducia nella competenza del Consiglio Rivoluzionario. Le loro dichiarazioni e i manifesti fino a questo punto non mostrano una comprensione molto realistica dei problemi sociali ed economici che potrebbero incontrare nella fase di Cuba dopo Castro. Il loro approccio sembra essenzialmente di ordine giuridico; stanno pensando in termini di garanzie di libertà per le classi professionali e commerciali. Hanno fatto molto poco per rassicurare le classi più povere che il contesto sociale e i vantaggi economici del periodo di Castro non sarà invertito. 
Se non vogliamo essere maledetti in tutto il mondo sottosviluppato come degenerati imperialisti, Cuba dopo Castro dovrà essere almeno pari e progressiva come il Venezuela di Betancourt. Il Consiglio Rivoluzionario deve capire questo. Soprattutto, dobbiamo iniziare a pensare molto rapidamente ad un uomo abbastanza astuto, aggressivo e influente da mandare all'Avana come ambasciatore degli Stati Uniti e assicurarci che il nuovo regime cammini su una pista socialmente progressista. 

## Programma economico d'emergenza
Il conflitto civile probabilmente creerà molta disorganizzazione e il caos. L'esatta situazione economica di Cuba dopo Castro non può, ovviamente, essere prevista. Ma gli economisti, da qualche parte dovrebbero essere al lavoro su una serie di programmi di soccorso e di ricostruzione ancorati a vari livelli di bisogno, e qualcuno dovrebbe fare la verifica della disponibilità immediata della merce necessaria per soddisfare i requisiti. Qualcun altro redigere la legislazione necessaria. Dovremo dare un'occhiata a queste cose nella prossima settimana. 
Inoltre, un altro gruppo di economisti dovrebbero lavorare su un piano di sviluppo per Cuba a vasto raggio, per servire come guida per il governo dopo Castro. Il disegno principale di tale piano dovrebbe essere pronto entro il 1º maggio.